# 筑豊香月駅
筑豊香月駅（ちくほうかつきえき）は、北九州市八幡西区楠北三丁目にある筑豊電気鉄道筑豊電気鉄道線の駅である。駅番号はCK15。
頭に「筑豊」と付くのは、かつて国鉄香月線にも香月駅があり、区別のために会社名を冠していた名残である。

## 歴史
- 1958年（昭和33年）4月29日：開業。

## 駅構造
相対式ホーム2面2線を持つ地上駅。無人駅。
| ホーム | 路線        | 行先                 | 備考 |
| ------ | ----------- | -------------------- | ---- |
| 1      | ■筑豊電鉄線 | 楠橋・筑豊直方方面   |      |
| 2      | ■筑豊電鉄線 | 永犬丸・黒崎駅前方面 |      |

※実際には上記ののりば番号標はない、上記の番号は列車運転指令上の番線番号である。なお、黒崎駅前方面のみ接近メロディが流れる。

## 利用状況
2021年度の1日平均乗降人員は475人である。
近年の1日平均乗降人員は下表のとおりである。
| 年度               | 1日平均 乗降人員 |
| ------------------ | ---------------- |
| 2011年（平成23年） | 715              |
| 2012年（平成24年） | 612              |
| 2013年（平成25年） | 686              |
| 2014年（平成26年） | 645              |
| 2015年（平成27年） | 642              |
| 2016年（平成28年） | 635              |
| 2017年（平成29年） | 622              |
| 2018年（平成30年） | 636              |
| 2019年（令和元年） | 571              |
| 2020年（令和2年）  | 456              |
| 2021年（令和3年）  | 475              |

## 駅周辺
駅南側は楠橋駅付近まで広大な水田地帯となっている。一方、北側は閑静な住宅街。一般的に香月と呼ばれる市街地区域からはやや離れた位置にある。
- 香月中央公園
- 西鉄バス北九州・香月自動車営業所
- 市営楠北団地
- 筑豊電気鉄道香月変電所
- 北九州市立香月小学校
- 福岡県道61号小倉中間線
- 黒川

### バス路線
- 西鉄バス（西鉄バス北九州）「筑鉄香月」停留所 - 駅東側。小嶺車庫行きのバスが1～2時間に1本程度運行されているほか、平日朝には黒崎へ、平日・土曜朝には小倉中心部へも運行される。夕方には当停留所始発の香月営業所行きが運行されている。
  - 50：茶屋の原団地 → 馬場山 → 小嶺車庫 → 下上津役 → 引野口 → 西鉄黒崎バスセンター
  - 150：大平 → 沖田 →引野口→ 小倉駅入口 → 砂津
  - 香月営業所

## 隣の駅
筑豊電気鉄道
■筑豊電気鉄道線
希望が丘高校前駅 (CK14) - 筑豊香月駅 (CK15) - 楠橋駅 (CK16)